# Dialium dinklagei
Dialium dinklagei är en ärtväxtart som beskrevs av Hermann August Theodor Harms. Dialium dinklagei ingår i släktet Dialium och familjen ärtväxter. Inga underarter finns listade i Catalogue of Life.